# Kabwe
Kabwe és una ciutat del centre de Zàmbia, capital del districte del mateix nom i de la província Central, antigament anomenada Broken Hill.
Té una mina d'extracció de zinc i de plom, en la qual, a més d'aquests minerals, s'han trobat en el seu interior ossos fòssils i utensilis primitius dels Khoikhoi i dels San.
El lloc és famós pel descobriment el 1921 d'un esquelet incomplet d'un humà primitiu, anomenat humà de Rhodèsia, anterior a l'humà de Neandertal i similar a l'humà de Heidelberg europeu.
La ciutat tenia 233.197 habitants l'any 1999.